# HD 54669
HD 54669，又名CD-23 4949，SAO 173064、HR 2695，是一颗恒星，视星等为6.65，位于銀經236.34，銀緯-7.13，其B1900.0坐标为赤經7h 4m 39s，赤緯-23° -7.13′ 2″。